# Jacquette de Luxembourg
Titres
Duchesse de Bedford
22 avril 1433 – 14 septembre 1435
(2 ans, 4 mois et 23 jours)
Comtesse de Richmond
22 avril 1433 – 14 septembre 1435
(2 ans, 4 mois et 23 jours)
Comtesse de Kendal
22 avril 1433 – 14 septembre 1435
(2 ans, 4 mois et 23 jours)
Baronne Rivers
9 mai 1448 – 25 mai 1466
(18 ans et 16 jours)
Comtesse Rivers (en)
25 mai 1466 – 12 août 1469
(3 ans, 2 mois et 18 jours)
Jacquette de Luxembourg (1415 ou 1416 - 30 mai 1472) est la fille aînée de Pierre Ier, comte de Saint-Pol, Conversano et Brienne et de son épouse Marguerite de Baux (Margherita del Balzo d'Andria). Elle est la mère d'Élisabeth Woodville, épouse du roi Édouard IV d'Angleterre.

## Famille et  ascendance
Son père Pierre Ier de Luxembourg, comte de Saint-Pol est aussi comte héréditaire de  Brienne de 1397 jusqu'à sa mort en 1433.
Pierre a succédé à son père Jean de Luxembourg, et à sa mère Marguerite d'Enghien. Ils ont co-régné comme comte et comtesse de Brienne de 1394 jusqu'à la mort de Marguerite, en 1397. Son nom vient du fait qu'elle était une descendant de 7ème génération de Henri V, comte de Luxembourg, appartenant donc à la branche française de la maison de Luxembourg.
La mère de Jacquette, Margherita del Balzo, est une fille de François des Baux, duc d'Andria et de Sueva Orsini. Sueva/Sveva est la fille de Nicolas Orsini, duc de Nola (27 août 1331-14 février 1399) et de Jeanne de Sabran. Nicola Orsini est lui-même le fils de Robert Orsini, duc de Nola (1295–1345) et de Sibilla/Sveva del Balzo di Soleto. Sibilla est la fille d'Hugues de Baux de Soleto, grand sénéchal du royaume de  Naples, tandis que Robert Orsini est le fils de Romain Orsini, vicaire royal de Rome et d'Anastasie de Montfort, elle-même étant la fille aînée héritière de Guy de Montfort, comte de Nola, et de Margherita Aldobrandeschi. Guy de Montfort est le fils de Simon V de Montfort et d'Aliénor d'Angleterre, fille cadette du roi Jean d'Angleterre et de son épouse Isabelle d'Angoulême. 
Par ailleurs, le grand-père paternel de Jacquette, Jean de Luxembourg, était le fils de Mahaut de Châtillon, comtesse de St-Pol, dont la grand-mère paternelle était Marie de Bretagne, fille de Béatrice d'Angleterre, elle-même fille d'Henri III et petite-fille du roi Jean.
Jacquette est ainsi descendante au moins deux fois de Jean sans Terre, et donc lointainement liée aux rois d'Angleterre, descendants du roi Jean.

## Premier mariage
Le 22 avril 1433 à 17 ans, Jacquette se marie à Jean de Lancastre, duc de Bedford, à Thérouanne. Le duc est le troisième fils du roi Henri IV d'Angleterre et Marie de Bohun.
Jacquette est la cousine de Sigismond de Luxembourg, empereur du Saint-Empire romain et roi de Bohême et de Hongrie. Le mariage a pour but de renforcer les liens du Royaume d'Angleterre avec le Saint-Empire romain germanique et d'accroître l'influence anglaise dans les affaires de l'Europe continentale.
Le mariage reste sans enfants, et le duc meurt le 14 septembre 1435 à Rouen.

## Deuxième mariage
Sir Richard Woodville, fils de sir Richard Wydeville, le chambellan du duc, est chargé par Henri VI d'amener la jeune veuve en Angleterre.
Pendant le voyage, le couple tombe amoureux et se marie en secret (avant le 23 mars 1436-1437), sans demander la permission au roi. Jacquette a reçu des terres en douaire après la mort de son premier mari, à condition qu'elle ne se remarie pas sans l'accord du roi.
En apprenant le mariage, Henri VI  refuse de les voir, mais se laisse fléchir par le paiement d'une amende. Le mariage est long et très fructueux : Jacquette et Richard ont quatorze enfants, dont la future reine consort Élisabeth Woodville et le précepteur princier Anthony Woodville. Elle perd son premier fils Louis d'une fièvre alors qu'il a 12 ans.
Vers le milieu des années 1440, les Woodville sont en pleine ascension. Jacquette est liée à la fois au roi Henri et à la reine Marguerite. Sa sœur, Isabelle de Luxembourg-Saint-Pol, a épousé l'oncle de Marguerite, Charles d'Anjou, comte du Maine, et Jacquette est la veuve de l'oncle d'Henri VI.
Elle devance toutes les dames de la cour, à l'exception de la reine. En tant que parente favorite et proche de la reine, elle a aussi des privilèges spéciaux et de l'influence à la cour. Marguerite incite Henri à créer Richard Woodville  « baron Rivers » en 1448, et il est un partisan éminent de la Maison de Lancastre lorsque la guerre des Deux-Roses commence.

## La belle-mère du roiÉdouardIV
Les Yorkistes écrasent les Lancastre à la bataille de Towton le 29 mars 1461, et Édouard IV, le premier roi de la maison d'York, monte sur le trône. Le mari d'Élisabeth, John Grey, est tué un mois avant à la bataille de St Albans, une victoire des Lancastre, sous le commandement de Marguerite d'Anjou.
À Towton, cependant, le vent a tourné en faveur des Yorkistes. Trois ans plus tard, en 1464 (prétendument sur les instructions de Jacquette), la belle veuve Élisabeth et ses deux jeunes fils s'approchent du jeune roi, alors qu'il chasse dans la forêt de Whittlebury, à proximité du manoir des Woodville. Élisabeth plaide auprès du roi, pour obtenir la restitution à ses fils des biens confisqués de son mari. Séduit par Élisabeth, Édouard souhaite en faire sa maîtresse, mais elle tient à un mariage. Désespéré, Édouard se marie à Élisabeth en secret, et le mariage n'est pas divulgué pendant des mois.
Avec Élisabeth, maintenant reine d'Angleterre, les Woodville accèdent à la notoriété et à une grande puissance. Richard est créé « comte Rivers » et est désigné Lord Trésorier en mars 1466. Jacquette trouve des époux riches et influents pour ses enfants et aide ses petits-enfants à atteindre des postes élevés. Elle négocie pour son fils, John Woodville, un mariage avec la duchesse douairière de Norfolk, Catherine Neville, une très riche veuve. La mariée a au moins 45 ans de plus que l'époux au moment du mariage, et cette union provoque de la fureur.
L'élévation des Woodville crée une hostilité largement répandue envers eux. Ils ont déserté le parti des Lancastre, et supplantent dans la faveur royale des Yorkistes de longue date, comme la famille Neville (dont le comte de Warwick) et les frères du roi Georges et Richard. En juillet 1469,  Richard Neville, le comte de Warwick, emprisonne et dépose Édouard IV temporairement. Le comte Rivers et son fils John Woodville sont capturés et exécutés par Warwick le 12 août à Kenilworth.
Jacquette meurt en 1472, à environ 56 ans.

## Accusations de sorcellerie
Peu après l’exécution de son époux en 1469, Thomas Wake, un partisan du comte de Warwick, accuse Jacquette de sorcellerie. Wake amène à Warwick Castle une image de plomb « faite comme un homme d'armes, brisée dans son milieu et faite rapidement avec un fil », et allègue que Jacquette l'a façonnée pour l'utiliser en sorcellerie. Il affirme que John Daunger, un clerc de la paroisse de Northampton, peut attester que Jacquette a fait deux autres images, une représentant le roi et l'autre la reine. L'affaire s'effondre lorsque Warwick finit par libérer Édouard IV en septembre 1469, et Jacquette est acquittée de ces accusations par le grand conseil du roi le 21 février 1470.
En 1484, Richard III, frère et successeur d'Édouard, relance dans l'acte Titulus Regius les accusations de sorcellerie contre Jacquette et affirme qu'elle et Élisabeth ont obtenu le mariage d'Élisabeth et d'Édouard IV grâce à la sorcellerie. Mais Richard ne produit aucune preuve pour étayer ses affirmations.

## Descendance
Richard Woodville et Jacquette ont quatorze enfants, dont treize atteignent l'âge adulte :
- Élisabeth (vers 1437-1492), épouse John Grey, puis le roi Édouard IV d'Angleterre  -[1] ;
- Lewis (vers 1438), mort en bas âge[1] ;
- Anne (vers 1439-1489), épouse William Bourchier, vicomte Bourchier, puis George Grey, 2e comte de Kent[1] ;
- Anthony[1] (vers 1440-1483), 2e comte Rivers, épouse Élisabeth de Scales, puis Mary FitzLewis ;
- Jacquetta (vers 1444-1509), épouse John le Strange, 8e baron Strange de Knockin[1] ;
- John (vers 1445-1469), épouse Catherine Neville, duchesse douairière de Norfolk[1] ;
- Martha (vers 1448-vers 1500), épouse John Bromley[1] ;
- Lionel (vers 1450-1484), évêque de Salisbury[1] ;
- Eleanor (vers 1452-1512), épouse Anthony Grey[1] ;
- Richard (vers 1453-1491), 3e comte Rivers ;
- Margaret (vers 1454-1492), épouse Thomas FitzAlan, 10e comte d'Arundel[1] ;
- Édouard (vers 1454/1458-1488), soldat et courtisan[1] ;
- Marie (vers 1456-1481), épouse William Herbert, 2e comte de Pembroke[1] ;
- Catherine (vers 1458-1497), épouse Henry Stafford, 2e duc de Buckingham, puis Jasper Tudor, 1er duc de Bedford, puis Richard Wingfield[1].

Par sa fille aînée, la reine Élisabeth, Jacquette est la grand-mère maternelle d'Élisabeth d'York, l'épouse d'Henri VII. Par conséquent elle est l'ancêtre de tous les monarques anglais suivants.

## Dans la fiction
Jacquette est un des personnages principaux du roman de Philippa Gregory The White Queen de 2009, basé sur la vie de sa fille ainée Élisabeth. Dans le roman, Jacquette est décrite utilisant un peu la sorcellerie. Elle est aussi la protagoniste du roman de Philippa Gregory The Lady of the Rivers de 2011. Dans la mini-série inspirée du roman, elle est interprétée par Janet McTeer.
Jacquette est aussi un personnage important du cinquième roman de Player Joliffe de Margaret Frazer (2009). L'histoire se déroule en 1435-1436, après la mort de son premier mari, John, duc de  Bedford. Ce roman historique raconte une histoire, plausible historiquement, relative à son mariage avec Richard Woodville. Il n'est fait aucune mention de la sorcellerie dans ce roman.